# Tití de l'Acari
El tití de l'Acari (Mico acariensis) és una espècie de primat de la família dels cal·litríquids que viu al Brasil.